# Preweza
Preweza (gr. Πρέβεζα) – miasto w Grecji, w administracji zdecentralizowanej Epir-Macedonia Zachodnia, w regionie Epir, w jednostce regionalnej Preweza. Siedziba gminy Preweza. W 2011 roku liczyło 19 042 mieszkańców.
Miasto usytuowane jest nad wąską cieśniną łączącą Zatokę Ambrakijską z Morzem Jońskim. W odległości około 5 kilometrów od miasta znajdują się ruiny starożytnego Nikopolis. W latach 1800–1807 miasto Preweza było częścią Republiki Siedmiu Wysp.

## Współpraca
Miejscowości partnerskie:
- Houffalize, Belgia
- Niederanven, Luksemburg
- Nowa Wieś Spiska, Słowacja
- Sherborne, Wielka Brytania